# Olmo del Cáucaso en el Real Jardín Botánico
El Olmo del Cáucaso en el Real Jardín Botánico es un árbol que se ubica en el Real Jardín Botánico de Madrid, en la zona norte del Paseo de Mutis. Tiene una edad aproximada de 200 años y es propiedad del Consejo Superior de Investigaciones Científicas (CSIC). Con 33 metros de altura, está considerado como el más alto del jardín. Está integrado dentro del Paisaje de la Luz, un paisaje cultural declarado Patrimonio de la Humanidad el 25 de julio de 2021.

## Descripción
El Olmo del Cáucaso es un árbol caducifolio de la especie Zelkova carpinifolia. Tiene una altura de 33 metros, una circunferencia de 4,85 metros y está sembrado a una altitud de 633 m s. n. m. Es considerado el árbol más alto del Real Jardín Botánico de Madrid.

## Historia
Este árbol está incluido en el catálogo de Árboles Singulares de la Comunidad de Madrid, identificado con el número 260. Parte de su valor histórico corresponde a que se trata de una especie poco frecuente en la península ibérica, y en que es un ejemplar que resistió la grafiosis, una pandemia causada por un hongo que afectó a los olmos de España a mediados de la década de1930.